# James Rennell
James Rennell, född 3 december 1742 nära Chudleigh i Devon, död 29 mars 1830 i London, var en engelsk geograf och oceanograf.
Rennell ingick först vid brittiska flottan, trädde 1762 i Ostindiska kompaniets tjänst och deltog som officer i åtskilliga expeditioner, under vilka han kartlade kuststräckor i Ostindien. År 1764 utnämndes han till ingenjör och lantmätare i kompaniets besittningar i Bengalen, befordrades 1767 till kapten och generallantmätare (Surveyor-General) samt 1775 till major. Under dessa år kartlade han Bengalen (arbetet utkom 1781 i 21 kartor) och samlade en stor del av det material, som han sedan använde vid bestämmandet av alla viktiga punkter, som ingår i den första relativt korrekta kartan över Indien. År 1777 lämnade han sin tjänst med pension, bosatte sig i London och ägnade sig åt geografiska studier och arbeten. Han har räknats som en av Storbritanniens främsta geografer, jämbördig med Jean-Baptiste Bourguignon d'Anville i Frankrike och Carl Ritter i Tyskland.
Rennells viktigaste verk är den ovannämnda Bengal Atlas (1781), Memoir of a Map of Hindustan (1783), som utgavs i fyra nya, för varje gång utökade upplagor (1785, 1788, 1792, 1793), av vilka var och en kan betraktas som ett särskilt verk, Geographical System of Herodotus (med elva kartor, 1800; ny upplaga 1830), i vilket han försvarade Herodotos geografiska uppgifter, Dissertation on the Topography of the Plain of Troy (1811) och Illustrations of the Expeditions of Cyrus and the Retreat of the Ten Thousand (1816), vilka utgjorde särskilda delar av ett större verk, Treatise on the Comparative Geography of Western Asia, som utgavs först efter hans död (1831). Postumt utkom även hans undersökning av havsströmmarna i Atlanten samt mellan Indiska oceanen och Atlanten (1832), för vilken han granskade de loggböcker som förts på alla de fartyg han i 40 år seglat över dessa hav. Rennell tilldelades tillsammans med schweizaren Jean-André Deluc Copleymedaljen 1791.